# Зоопланктон
Зоопланктонът (от на немски: Zooplankton) е съставен от дребни животински организми, живеещи във водата. Заедно с фитопланктона, той е съставна част на планктона и важен елемент от водната екосистема.
Състои се от протозоа, инфузории, дребни членестоноги и мекотели, ларви на водни животни и др.

## Хищно поведение
Всички планктонни организми, които вместо да фотосинтезират се изхранват от други организми сe броят към категорията на зоопланктона. Групата се дели на растителноядни (на латински: herbivore) и хищни (на латински: carnivore). Към растителноядните се броят видовете, които се изхранват с фитопланктон, докато хищни биват наричани тези видове зоопланктон, които се изхранват с други зоопланктонни форми.